# Андерс Геуген
Андерс Ульсен Геуген (англ. Anders Olsen Haugen; 24 листопада 1888, Бе, Телемарк, Норвегія — 14 квітня 1984, Сан-Бернардіно, Каліфорнія, США) — американський лижник та стрибун з трампліна норвезького походження, бронзовий призер перших зимових Олімпійських ігор.

## Біографія
Андерс народився в комуні Бе (норв. Bø) норвезького фюльке Телемарк. 1909 року він зі своїм братом Ларсом емігрував до США, де вони стали займатися фермерством. Тут, недалеко від озера Нагавіка на захід від Мілвокі, вони спільно з міським лижним клубом спорудили трамплін для стрибків. З 1910 по 1920 рік брати Геуген 11 разів ставали чемпіонами США зі стрибків із трампліну. 19 лютого 1911 року Андерс встановив світовий рекорд, стрибнувши на 152 футів на національній першості, що проходила у Мічигані. 1919 року стрибком на 213 футів він повернув собі звання світового рекордсмена, а 29 лютого 1920 року поліпшив свій показник до 214 футів.
Андерса знову обрали капітаном лижної команди США, що вирушила на Олімпійські ігри 1924 року в Шамоні. Під час змагань зі стрибків з трампліна він «полетів» далі за всіх своїх конкурентів, норвежців Якоба Тулліна Тамса, Нарве Бонна та Торлейфа Геуга, однак підвела техніка, і спортсмен ледь не впав на приземленні. В результаті Андерс посів лише четверте місце. На 18-кілометрових перегонах Геуген прийшов лише тридцять третім. Тому у лижному двоборстві, де підсумовувалися результати з двох попередніх змагань, Геуген посів лише 21-ше місце.
На Олімпійських іграх 1928 року в Санкт-Моріці Геуген знову виступав у тих же дисциплінах. Знову кращий результат був у стрибках з трампліна, де він став 18-м. На 18-кілометрових перегонах Геуген прийшов 43-м, а у лижному двоборстві посів 25-е місце.
У 1963 році його включили до Національного Лижного залу слави.
У 1974 році на зустрічі, присвяченій 50-річчю загалькомандної перемоги Норвегії на Іграх в Шамоні, лижник Торальф Стремстад, який брав участь у тій олімпіаді, задав питання спортивному історику Якобу Вааге про те, чому бронзова медаль дісталася Геугу, а не Геугену. Вивчивши архіви, історик дійшов висновку, що при підведенні підсумків судді припустилися помилки в підрахунку оцінок, додавши Геугу зайві 0,179 бала. Вааге повідомив про виявлену неточність у Міжнародний олімпійський комітет, після чого медаль було вирішено вручити Геугену. 12 вересня 1974 року 86-річного Андерса запросили на історичну батьківщину, де в урочистій обстановці медаль йому вручила Анна Марія Магнуссен, молодша дочка Торлейфа Геуга. Ця «бронза» стала першою і донині єдиною для США олімпійською нагородою у стрибках з трампліна.
14 квітня 1984 року в госпіталі міста Сан-Бернардіно через ниркову недостатність, що розвинулася на тлі раку передміхурової залози, Андерс помер.